# باتريك هازنهوتل
باتريك هازنهوتل (بالألمانية: Patrick Hasenhüttl)‏ هو لاعب كرة قدم ألماني ونمساوي، ولد في 20 مايو 1997 في بونهيدان ‏ في بلجيكا.

## وصلات خارجية
- باتريك هازنهوتل على موقع الاتحاد الأوربي (الإنجليزية)
- باتريك هازنهوتل على موقع قاعدة بيانات كرة القدم.إي يو (الإنجليزية)
- باتريك هازنهوتل على موقع بيانات كرة القدم. دي إي (الألمانية)
- باتريك هازنهوتل على موقع Soccerway.com (الإنجليزية)
- باتريك هازنهوتل على موقع عالم كرة القدم.نت (الإنجليزية)